# Trine Rønning
Trine Bjerke Rønning, född 14 juni 1982 i Trondheim, är en norsk tidigare fotbollsspelare. Hon fick sitt genombrott som 16-åring när hon spelade och vann den norska cupfinalen år 1998 för Trondheims-Ørn. Hon har spelat för Trondheims-Ørn, Kolbotn, Stabæk och i landslaget.

## Meriter
- Cupmästare 1998, 1999, 2001, 2002, 2007, 2011, 2012, 2013
- Ligamästare 2000, 2001, 2005, 2006, 2010, 2013
- EM-silver 2001 (U-18)
- EM-silver 2005, 2013
- EM-brons 2009
- Fjärdeplats i VM 2007